# Margherita Datini
Margherita Datini di Domenico Bandini (Firenze, 1360 – Firenze, 23 giugno 1423) è stata la moglie del mercante pratese Francesco Datini.

## Biografia
Margherita di Domenico Bandini nacque nel 1360 a Firenze. Fu la figlia più giovane di Domenico di Donato Bandini e Dianora di Pelliccia Gherardini. Nell’anno di nascita di Margherita il padre Domenico venne giustiziato per aver preso parte a un complotto ordito contro il governo repubblicano fiorentino; per questo motivo la sua famiglia andò in disgrazia e ne vennero sequestrati i beni. All'inizio degli anni 1370 Margherita si trasferì con la famiglia ad Avignone, sede del papato dal 1309 al 1377 e importante centro di commerci.
Nel 1350 si era trasferito qui anche Francesco Datini (Prato, 1335) che nella città provenzale riuscì a far fortuna prima come socio subordinato di altre attività commerciali e poi creando nel 1373 la propria compagnia mercantile che coltivò per tutta la sua vita.
Francesco e Margherita si sposarono nel 1376: lui aveva quarantun anni e lei sedici. Da alcune lettere di Francesco sappiamo che Margherita non venne scelta come moglie per ragioni economiche (infatti Margherita non portò dote per le ristrettezze economiche della famiglia), ma per le sue qualità d’animo, la sua giovinezza, e anche perché ad Avignone Francesco aveva potuto conoscere bene la famiglia di Margherita. Non si sa molto dei primi anni di matrimonio, se non che Margherita lavorò di cucito, guadagnando denaro che gestiva autonomamente, e che Francesco non esitò ad affidare alla moglie l'amministrazione delle spese domestiche.

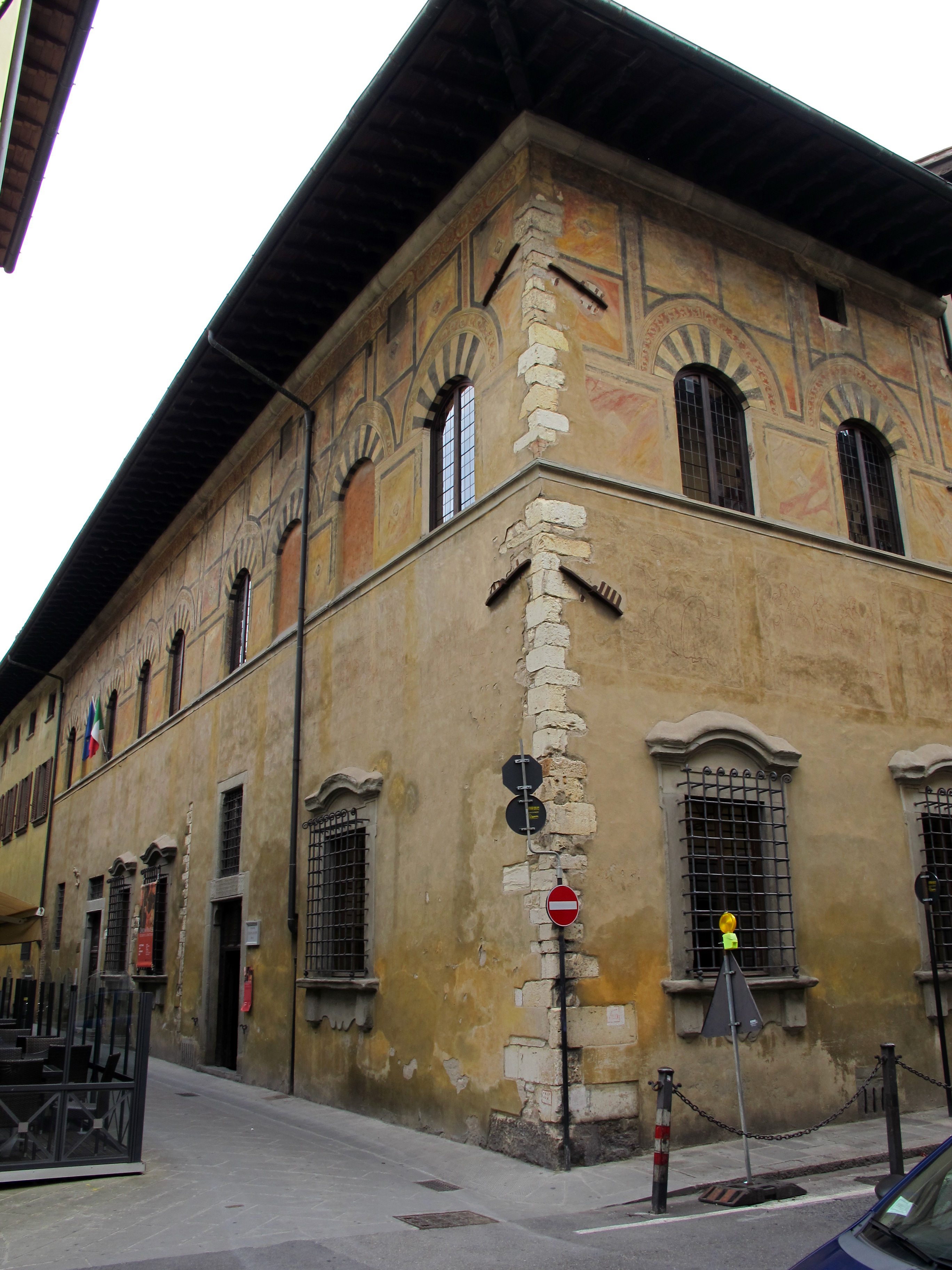
Palazzo Datini oggi

Nel 1382 i coniugi Datini lasciarono Avignone per Prato, dove Francesco aveva iniziato la costruzione di un sontuoso palazzo. Una volta tornati in Italia, Francesco si impegnò per ampliare ulteriormente la rete delle sue attività commerciali e manifatturiere. Per gestire al meglio i suoi affari il marito risiedette prevalentemente a Firenze, mentre Margherita visse la maggior parte del tempo nel palazzo di Prato. Fu proprio a causa della loro distanza che i due iniziarono a comunicare attraverso lo scambio di lettere. Francesco era abituato all'uso frequente della lettera per gestire le diverse sedi della sua attività commerciale, e iniziò ad usare questo strumento anche per comunicare con la moglie che era impegnata nella sovrintendenza ai lavori di costruzione del palazzo Datini e nell'organizzazione l'azienda domestica.
I coniugi Datini non riuscirono mai ad avere eredi legittimi a causa di una probabile endometriosi di Margherita che fu causa della sua infertilità. Francesco però ebbe alcuni illegittimi; una di questi, Ginevra, venne adottata nel 1398 e venne accolta in casa e cresciuta come una figlia anche da Margherita. L'infertilità di Margherita era considerata come una condizione medica.
Francesco Datini morì nel 1410, senza eredi maschi; per questo lasciò ai meno abbienti tutti i suoi averi, che sarebbero stati amministrati dal “Ceppo dei poveri”, una fondazione da lui istituita proprio a questo scopo. Dopo la morte del marito Margherita ne proseguì l'impegno caritatevole, divenendo uno dei cinque amministratori fiduciari del Ceppo e gestendo un portafoglio di investimenti da lasciare in eredità all'ospedale di Santa Maria Nuova di Firenze.
Morì il 23 giugno 1423 e venne sepolta nella chiesa di Santa Maria Novella a Firenze.

## Le lettere

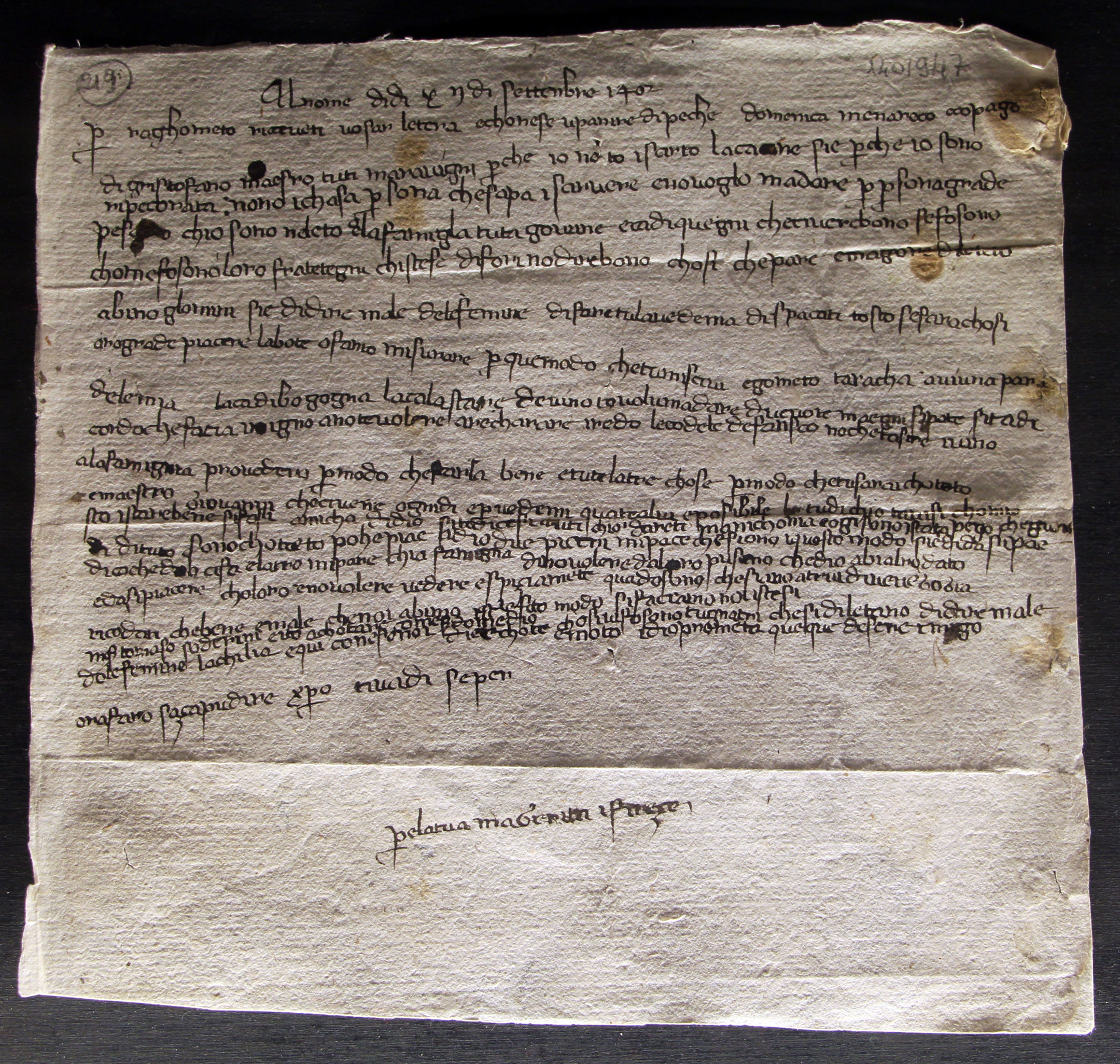
Lettera di Margherita a Francesco Datini, 12 settembre 1402

Tra il 1384 e il 1410 Margherita scrisse 251 lettere a Francesco. I periodi di lontananza tra i coniugi favorirono la comunicazione per via epistolare, e sin dalla prima lettera Margherita impresse la sua forte personalità nel messaggio, al punto da suscitare la sorpresa del marito. La gran parte delle epistole tratta perlopiù di questioni legate alla vita di tutti i giorni, in particolare la gestione della casa di Prato, dell'azienda domestica e di quanto servisse al marito per vivere a Firenze. Margherita però era solita riportare nei messaggi anche aspetti più privati del rapporto con il marito, come emozioni personali o consigli e rimproveri rivolti al coniuge.
Le lettere di Margherita sono fonte di informazioni sullo stile di vita di una ricca famiglia di mercanti toscani di fine Trecento. Ma oltre a questo permettono agli storici di prendere il suo caso come modello del percorso dal semianalfabetismo all’alfabetizzazione completa di una donna vissuta tra Trecento e Quattrocento.

## L'alfabetizzazione di Margherita
Margherita non fu mai del tutto analfabeta perché imparò a leggere dalla madre la scrittura gotica usata nei libri manoscritti di quel tempo, ma non era pratica della scrittura mercantesca con cui erano vergate le lettere del marito. Per questo, sebbene fosse in grado di leggere i libri di preghiere, nei primi anni dello scambio epistolare col marito Margherita dovette affidarsi a degli scrivani che raccoglievano la sua dettatura. La prima lettera autografa di Margherita conservata nell’archivio Datini risale al 20 febbraio 1388. La grafia della lettera è stentata, le righe sono irregolari e ci sono diverse macchie d’inchiostro sul foglio, segno di quanto le fosse difficile allora scrivere di suo pugno. Verso i trentasei anni però imparò a leggere e scrivere la scrittura mercantesca innanzitutto per non dover più dipendere dagli scrivani ma anche per dimostrare le proprie competenze al marito. Margherita raggiunse una padronanza tale da comporre messaggi leggibili e di grafia regolare, e adottò anche alcune delle abitudini dei mercanti, come la divisione in paragrafi, la precisione nel riportare la data e i riferimenti ad altre epistole. Nonostante ciò non smise di servirsi degli scrivani, infatti le lettere autografe sono solo ventidue.